# Бобровиці (Жаганський повіт)
Бобровиці (пол. Bobrowice, нім. Boberwitz) — село в Польщі, у гміні Шпротава Жаганського повіту Любуського воєводства.
Населення — 150 осіб (2011).
У 1975-1998 роках село належало до Зеленогурського воєводства.

## Демографія
Демографічна структура станом на 31 березня 2011 року:
|          | Загалом | Допрацездатний вік | Працездатний вік | Постпрацездатний вік |
| -------- | ------- | ------------------ | ---------------- | -------------------- |
| Чоловіки | 78      | 13                 | 58               | 7                    |
| Жінки    | 72      | 16                 | 39               | 17                   |
| Разом    | 150     | 29                 | 97               | 24                   |